# فرط بيليروبين الدم

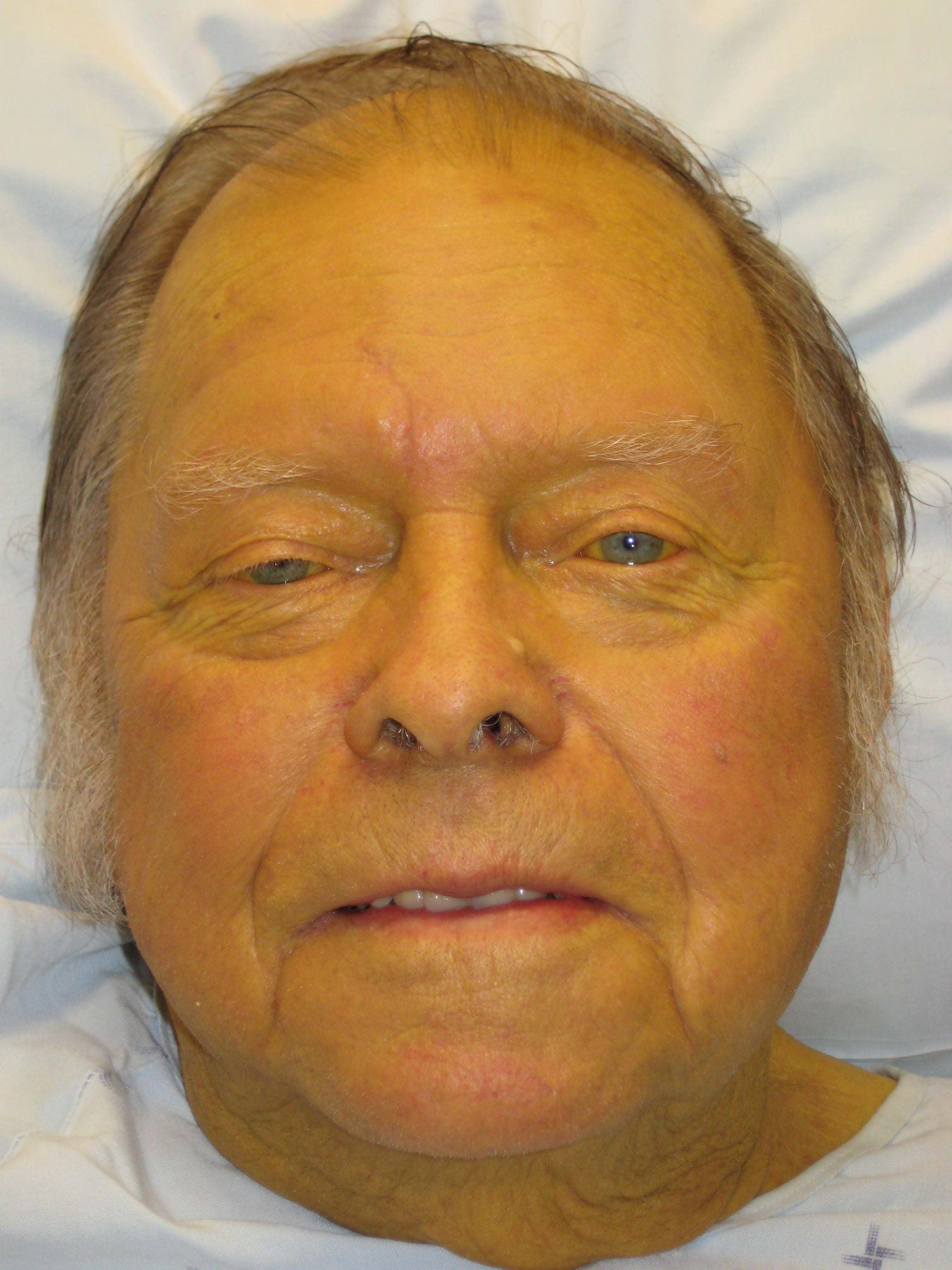

فرط بيليروبين الدم هي حالة مرضية ترتفع فيها نسبة البيليروبين في الدم أعلى من المستوى المعتاد. عادة يكون مستوى البليروبين عند البالغين حوالي 17 ميكرومول / لتر  وعند حديثي الولادة 340 ميكرومول / لتر . المستوى الاخطر للبليروبين يصل إلى 425 ميكرومول / لتر.
الارتفاع الطفيف في نسبة البيليروبين قد يسببه:
1. انحلال الدم أو زيادة انهيار خلايا الدم الحمراء.
2. متلازمة غلبرت - هي اضطراب وراثي في استقلاب البيليروبين التي يمكن أن تؤدي إلى يرقان طفيف ، وتصيب هذه المتلازمة حوالي 5٪ من السكان.
3. متلازمة روتور: هي متلازمة تتسبب في حدوث اليرقان غير المصاحب للحكة، وارتفاع البيليروبين في الدم، وخاصة البليروبين المقترن.